# Agrilus pseudofallax
Agrilus pseudofallax är en skalbaggsart som beskrevs av Frost 1923. Agrilus pseudofallax ingår i släktet Agrilus och familjen praktbaggar. Inga underarter finns listade i Catalogue of Life.